# Ленинский проспект (Калининград)
Ле́нинский проспе́кт — один из семи проспектов города Калининграда, проходит через Ленинградский и Московский районы города от площади Победы до площади Калинина.
Название получил в апреле 1963 года в результате объединения улиц Житомирской и Маяковского.
Является основной транспортной магистралью города, соединяющей левый и правый берега реки Преголи, Ленинградский (на северном берегу реки) и Московский районы. Длина проспекта около 3 километров, в том числе 1080 метров по мосту (длина моста без подъездных путей около 600 метров).

## Расположение
Начинается проспект у администрации города Калининграда и пересечения главной площади города — площади Победы с улицей Черняховского.
Нумерация домов идёт начиная от площади Победы: с северной стороны проспекта — нечётные номера, с южной — чётные. Как издавна принято во всём городе, нумеруется каждый подъезд, а не отдельные дома.
Проложен после Второй мировой войны. В целом сохранил схему довоенных улиц, но в некоторых местах улицы были расширены и спрямлены. В итоге проспект включил бывшие кёнигсбергские улицы Steindamm, часть Tragheimer Kirchenstraße, Kantstraße, Gesekusplatz, Kneiphöfische Langgasse, Vorstädtische Langgasse, Posener Straße.

От площади Победы проспект идёт на юго-восток (бывшая улица Штайндамм) до пересечения с улицей Шевченко и у Центральной площади, находящейся на месте 

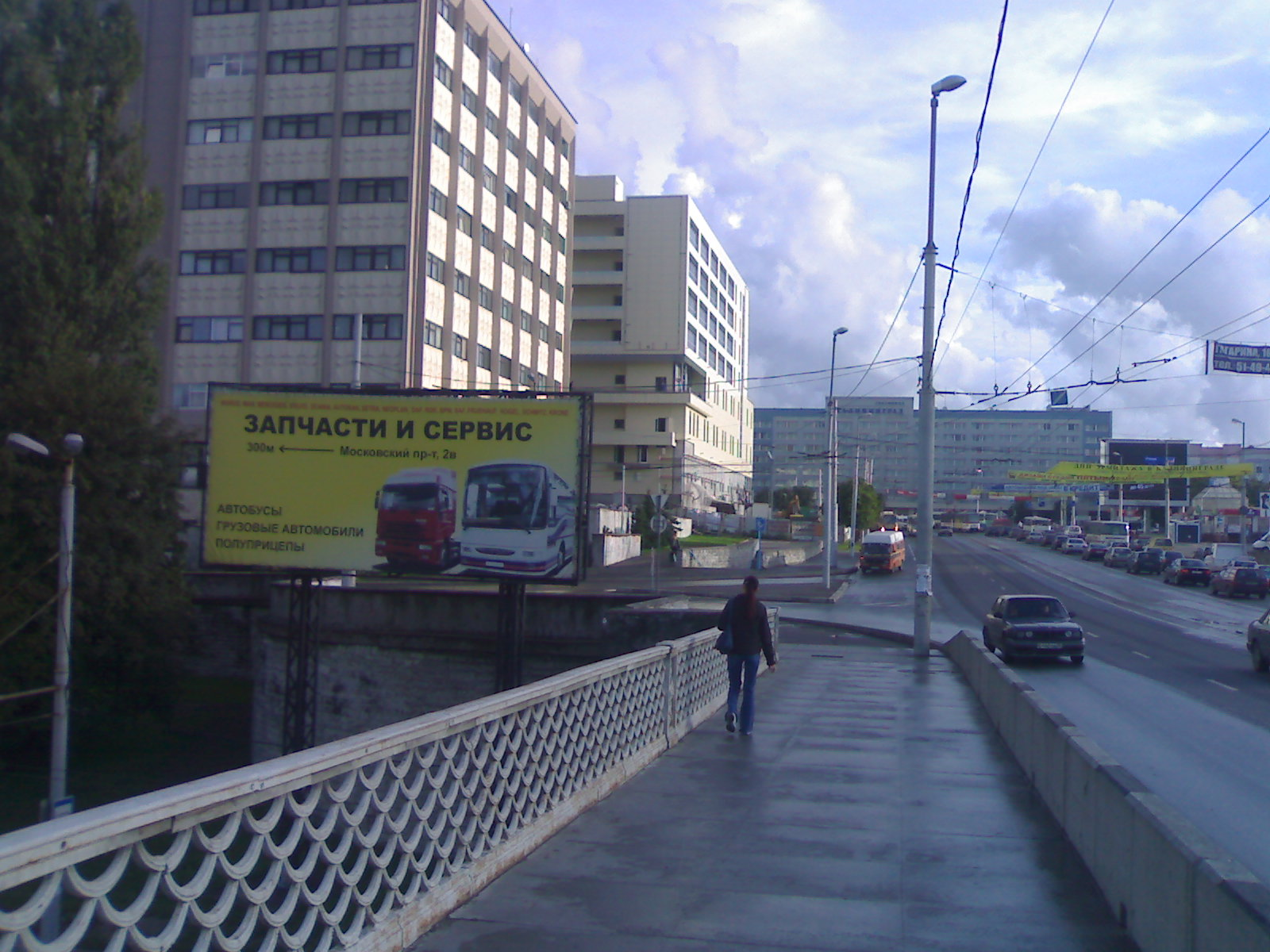
То же место, что на фото слева, вид с эстакадного моста: слева — Дом связи

 бывшего кёнигсбергского замка, резко поворачивает на юг к реке Преголе, которую пересекает по эстакадному мосту (построен в 1972 году на месте двух старых немецких мостов), нависающему над Московским проспектом и островом Канта (Кнайпхоф), и заканчивается у пересечения с площадью Калинина, на которой расположены главный городской железнодорожный вокзал — Южный вокзал, автовокзал и агентство авиасообщений.

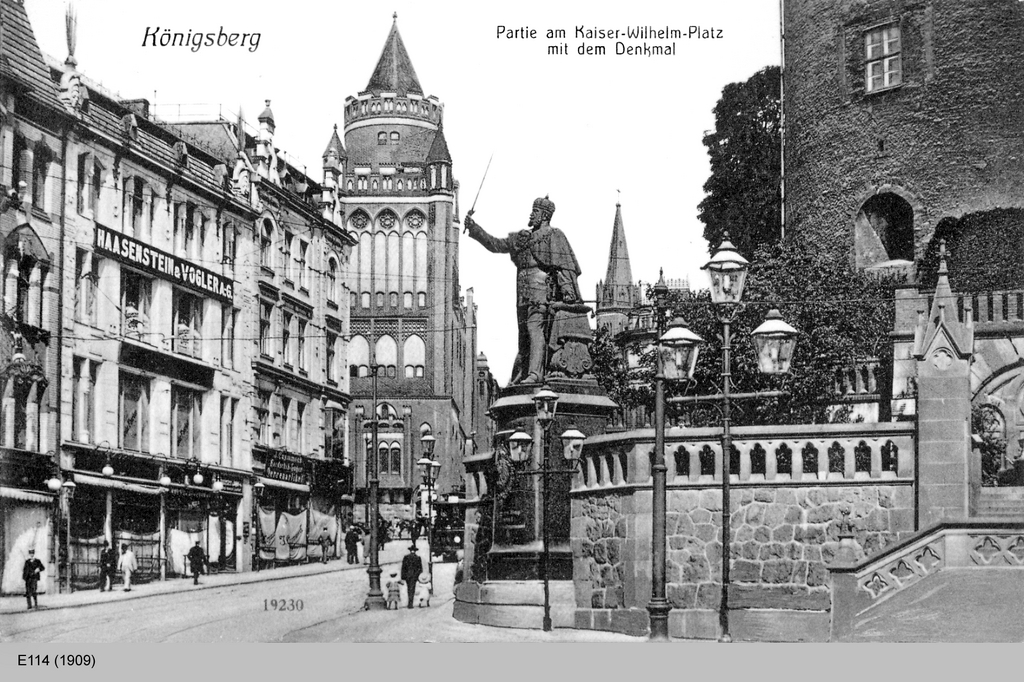
Довоенное фото: слева Центральный телеграф, справа — Королевский замок и памятник Вильгельму I

Ленинский проспект считается одной из наиболее широких улиц города (ширина 28 метров). Первоначально его часть от площади Победы до поворота на юг называлась улицей Житомирской, в настоящее время это название сохранилось только за частью бывшей Штайндамм. Проспект имеет по три полосы движения в каждом направлении, разделяемых трамвайными рельсами. На реконструированных первых этажах большинства зданий открыты магазины, салоны красоты, турагентства, отделения банков.

## Здания и сооружения
Центр города, по которому проходит проспект, в 1944 году подвергался интенсивным бомбардировкам ВВС Великобритании, в результате которых практически все исторические здания были утрачены. Завершение разрушения произошло при штурме города советскими войсками в апреле 1945 года во время Восточно-Прусской операции и в послевоенное время, когда были снесены остававшиеся остовы зданий.

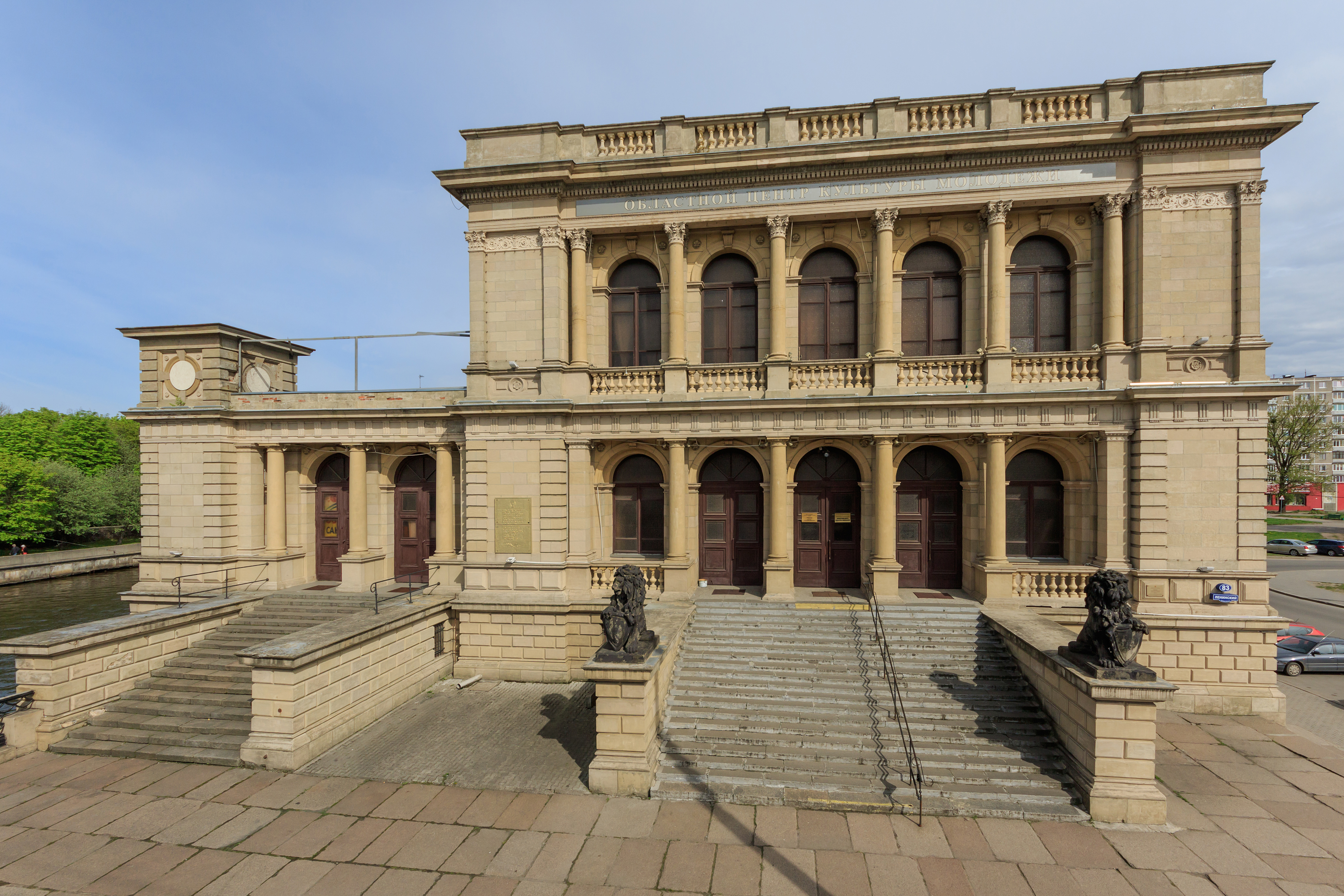
Бывшая биржа, затем Дворец культуры моряков, ныне Дворец творчества молодёжи

Сохранились только здания Кёнигсбергской фондовой биржи на берегу Старой Преголи (1875 года постройки, ныне Дворец творчества молодёжи — Областной центр культуры молодёжи — оригинальное здание бременского архитектора Генриха Мюллера со стенами, поднимающимися прямо из воды, и каменными львами на лестнице, расположено по адресу: Ленинский проспект, 83), Дирекция имперских железных дорог (ныне жилой дом и магазины на первом этаже) и два жилых дома по нечётной стороне от пересечения с улицей Багратиона до пересечения с проспектом Калинина.
В настоящее время проспект застроен 4-5-этажными хрущёвками и появившимися в 2000-е годы невыразительными коробками торгово-офисных центров с магазинами, кинотеатрами, банками и другими офисами («Калининград-плаза» напротив гостиницы «Калининград» и Дома Советов; «Европа-центр» напротив городской администрации, «Панорама» у пересечения с улицей Багратиона).

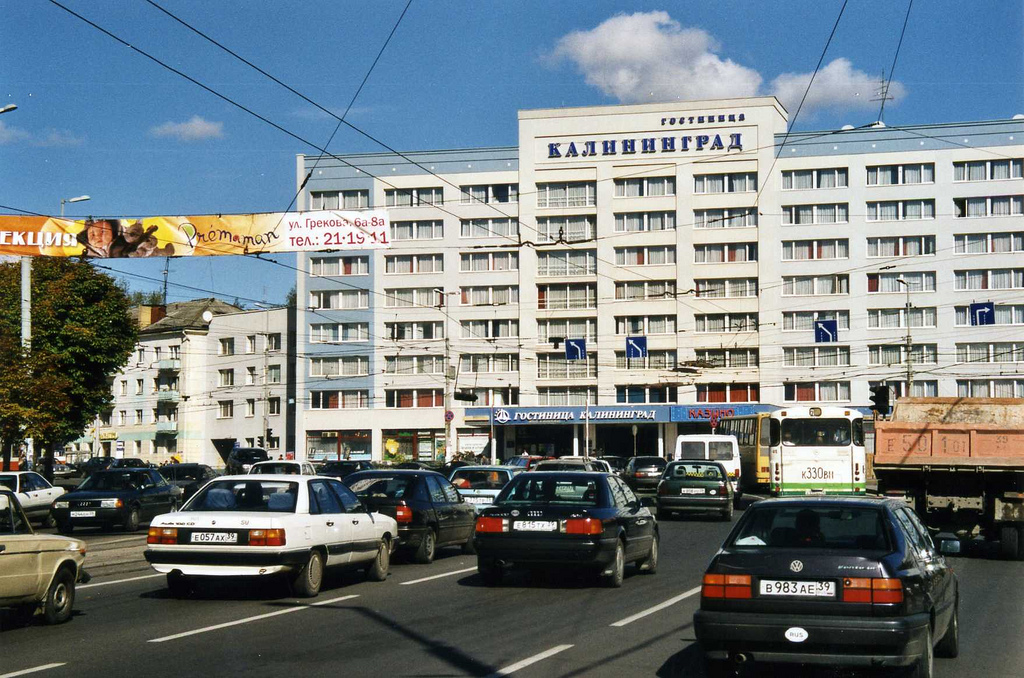
Гостиница «Калининград», у которой Ленинский проспект поворачивает налево, а направо отходит улица Шевченко

В начале проспекта расположен сквер, в центре которого в 1958 году был установлен перемещённый туда с площади Победы памятник Сталину (1952, скульптор Е. Вучетич). В 1962 году памятник был снят и остался только постамент. В 1974 году на этот постамент был установлен памятник «Мать-Россия» скульптора Б. В. Едунова.
В месте поворота проспекта на юг, где раньше размещалась Альтштадтская кирха, расположена 8-этажная гостиница «Калининград» (Ленинский проспект, 81). За гостиницей находится бункер последнего немецкого коменданта города генерала Отто Ляша, ставший после войны филиалом Калининградского историко-художественного музея.
У эстакадного моста на месте немецкого Центрального телеграфа и почтамта построен Дом связи.
Недалеко от съезда с эстакадного моста (дом № 40) расположена мемориальная доска на месте, где находился дом Иммануила Канта.
В сквере у Дома искусств (бывший кинотеатр «Октябрь», Ленинский проспект, 155) недалеко от Южного вокзала стоит памятник В. И. Ленину работы скульптора В.Топуридзе, перенесённый туда во время реконструкции площади Победы в 2007 году. В этом месте, где раньше стояла Хабербергская кирха, в которой крестили Иммануила Канта, как и у памятника «Мать-Россия», часто проводятся митинги, организуемые КПРФ.
На проспекте также ранее были расположены рестораны города- «Ольштын» и «Атлантика». На данный момент ресторан "Ольштын" более не существует.

## Транспорт

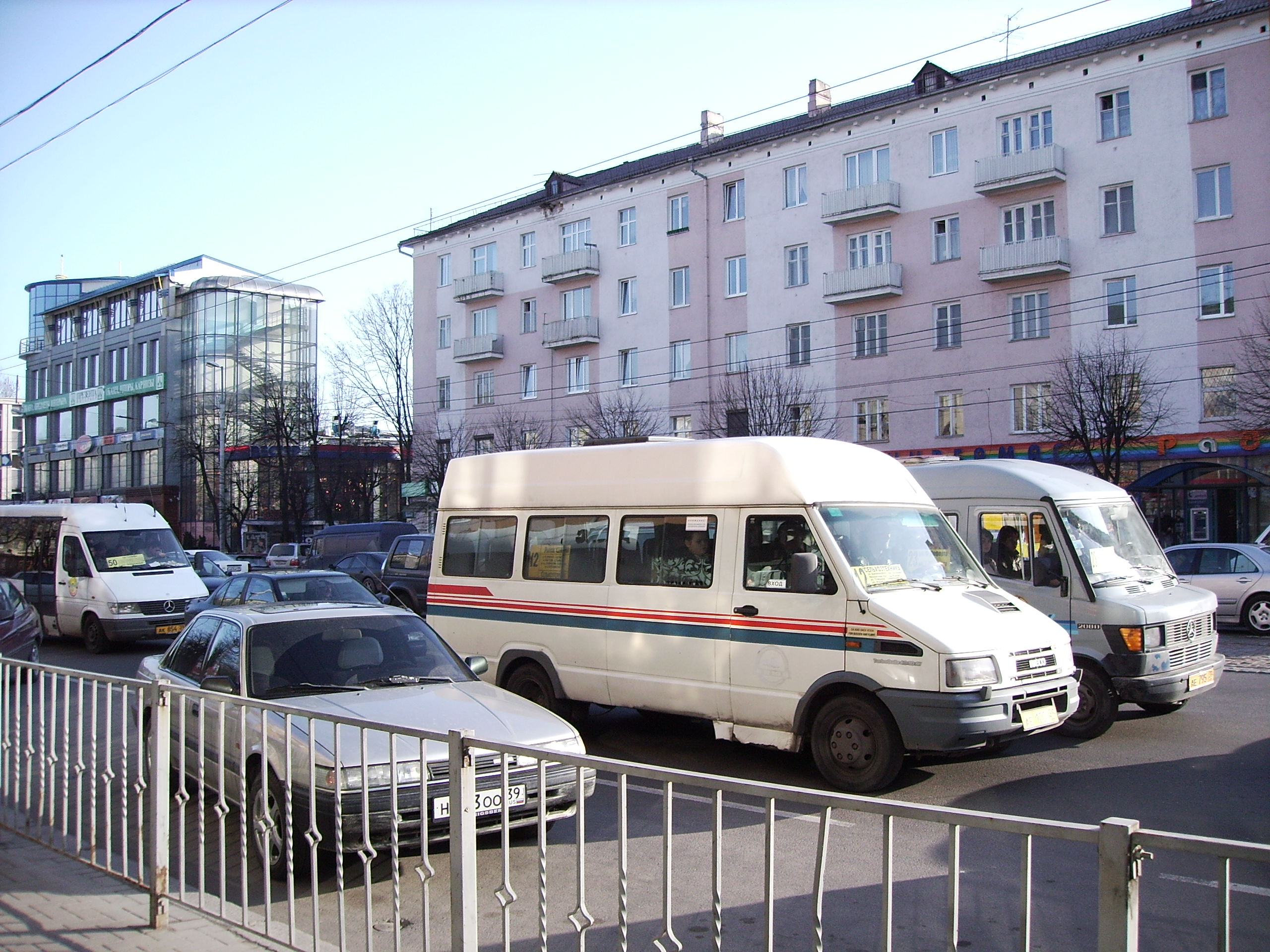
Транспорт на Ленинском проспекте у места, где раньше находилась Штайндаммская кирха

Через Ленинский проспект проходят многие автобусные и троллейбусные маршруты. По данным регионального кправления ГИБДД (по состоянию на март 2010 года) по Ленинскому проспекту проходят 20 из 32 автобусных маршрутов Калининграда и 14 из 20 маршрутов маршрутных такси, что приводит к перегрузке улицы. Трамвайные маршруты закрыты в 2010 году, количество маршрутных такси планируется сократить.
В связи с тем, что строительство второго эстакадного моста стало долгостроем, и из-за высокой автомобилизации региона на проспекте почти постоянно наблюдаются транспортные пробки.

## Улицы и площади, с которыми пересекается Ленинский проспект
- Ленинградский район
  - Площадь Победы
  - Улица Черняховского
  - Театральная улица
  - Барнаульская улица
  - Улица Генерала Соммера
  - Университетская улица
  - Житомирская улица
  - Улица Шевченко
  - Центральная площадь
  - Московский проспект (проходит под эстакадным мостом)
- Московский район
  - Портовая улица
  - Полоцкая улица
  - Краснооктябрьская улица
  - Мореходный переулок
  - Эльблонгская улица
  - Казанская улица
  - Улица Багратиона
  - Улица Богдана Хмельницкого
  - Ольштынская улица
  - Проспект Калинина
  - Железнодорожная улица
  - Площадь Калинина (Привокзальная)